# 1966 في إيطاليا
فيما يلي قوائم الأحداث التي وقعت خلال عام 1966 في إيطاليا.

## سياسة

### تعيين في المنصب
- 23 فبراير – أمنتوري فانفاني وزير الخارجية.

## رياضة
- 14 يوليو – سباق طواف فرنسا 1966 الفائزون Willy Planckaert [الإنجليزية]‏، خوليو خيمينيز، لوسيان إيمار.

## أفلام
من الأفلام التي صدرت هذه السنة في إيطاليا:
- 1 يناير – معركة الجزائر من إخراج جيلو بونتيكورفو.
- 22 ديسمبر – دكتور جيفاغو من إخراج ديفيد لين.
- 23 ديسمبر – الطيب والشرس والقبيح من إخراج سرجيو ليون.

## مواليد

### فبراير
- 22 فبراير – لوكا ماركجياني لاعب كرة قدم إيطالي.

### مارس
- 9 مارس – جورجيو فورلان درّاج طريق إيطالي.

### أبريل
- 24 أبريل – ألساندرو كوستاكورتا لاعب ومدرب كرة قدم إيطالي.

### مايو
- 7 مايو – أندريا تافي درّاج طريق إيطالي.
- 7 مايو – لورينزو كوين ممثل إيطالي.

### يونيو
- 4 يونيو – سيسليا بارتولي مغنية إيطالية.
- 6 يونيو – أنجيلا كفاغنا مغنية إيطالية.

### يوليو
- 4 يوليو – أليسيو بوني ممثل إيطالي.
- 5 يوليو – جيانفرانكو زولا لاعب ومدرب كرة قدم إيطالي.
- 24 يوليو – مو-دو موسيقي إيطالي.
- 26 يوليو – آنا ريتا ديل بيانو
- 26 يوليو – أنجيلو دي ليفيو لاعب كرة قدم إيطالي.

### أغسطس
- 10 أغسطس – مارينا برلسكوني
- 20 أغسطس – إنريكو ليتا سياسي إيطالي.
- 25 أغسطس – أغوستينو أبانياله مُجدّف إيطالي.

### أكتوبر
- 22 أكتوبر – فاليريا غولينو ممثلة إيطالية.

### نوفمبر
- 11 نوفمبر – بينيديكتا بوكولي
- 17 نوفمبر – ماريو كييزا دراج إيطالي.

### ديسمبر
- 18 ديسمبر – جيانلوكا باليوكا لاعب كرة قدم إيطالي.
- 19 ديسمبر – ألبرتو تومبا

## وفيات

### أبريل
- 22 أبريل – ماريو فالوتو (مواليد 1933) درّاج طريق إيطالي.

### يونيو
- 22 يونيو – أليساندرو شكاريوني (مواليد 1889) لاعب كرة قدم إيطالي.
- 30 يونيو – جوزيبي فارينا (مواليد 1906) سائق سيارة سباق إيطالي.

### سبتمبر
- 10 سبتمبر – بييرو جاهير (مواليد 1884) شاعر إيطالي.
- 22 سبتمبر – فرانك لينتيني (مواليد 1881)

### ديسمبر
- 18 ديسمبر – فيليبي باسكوسكي (مواليد 1907) لاعب كرة قدم إيطالي.